# Francisco Castrejón
Francisco Castrejón (11 de junho de 1947) é um ex-futebolista mexicano que competiu na Copa do Mundo de 1970.